# Pal Joey
 Pal Joey és un film musical estatunidenc dirigit per George Sidney. Estrenat el 1957, està inspirat en la comèdia musical homònima de John O'Hara, Lorenz Hart i Richard Rodgers creada a Broadway el 1940. Ha estat doblada al català

## Argument[2]
Explica la història de Joey, un cantant de night-club (Frank Sinatra) vacil·lant entre dues dones. Una és bonica, jove i força llesta (la rossa Kim Novak), l'altra és una vídua rica, maca, voluntariosa i solitària, que encarna la seguretat (la panotxa Rita Hayworth).
El creador del paper de Joey a Broadway va ser Gene Kelly. Es va rodejar de Vivienne Segal (Vera Simpson) i Leila Ernst (Linda English).

## Repartiment
- Frank Sinatra: Joey Evans
- Rita Hayworth: Vera Simpson
- Kim Novak: Linda English
- Barbara Nichols: Gladys
- Bobby Sherwood: Ned Galvin
- Hank Henry: Mike Higgins
- Elizabeth Patterson: Sra. Casey

## Premis i nominacions

### Premis
- 1958: Globus d'Or al millor actor musical o còmic per Frank Sinatra

### Nominacions
- 1958: Oscar al millor muntatge per Viola Lawrence i Jerome Thoms
- 1958: Oscar a la millor direcció artística per Walter Holscher, William Kiernan i Louis Diage
- 1958: Oscar al millor vestuari per Jean Louis
- 1958: Oscar a la millor edició de so per John P. Livadary (Columbia SSD)
- 1958: Globus d'Or a la millor pel·lícula musical o còmica

## Galeria

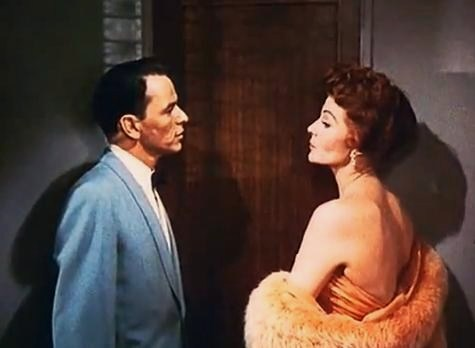
Frank Sinatra i Rita Hayworth
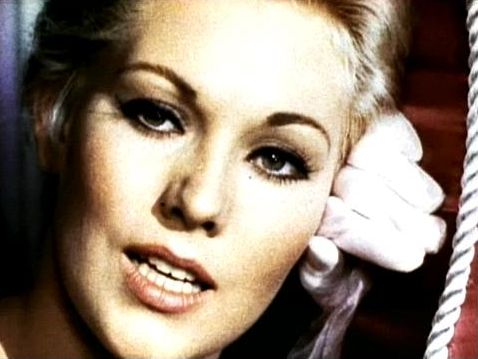
Kim Novak